# Sportovec roku (Slovensko)
Sportovec roku (slovensky: Športovec roka) je anketa a ocenění udělované nejlepšímu sportovci a sportovnímu kolektivu Slovenska. Organizátorem je Klub sportovních redaktorů Slovenského syndikátu novinářů. Vyhlašování výsledků se koná každoročně na prosincovém slavnostním galavečeru.
Anketa v roce 1993 navázala na československou cenu Sportovec roku, udělovanou od roku 1959, jíž se účastnili také slovenští sportovci. Do roku 1992 mezi jednotlivci vyhráli osm ročníků, včetně dvojnásobných triumfů dráhového cyklisty Antona Tkáče a chodce Jozefa Pribilince.
Nejpřesvědčivější vítězství v rámci slovenského Sportovce roku dosáhla roku 2001 plavkyně Martina Moravcová, která vyhrála s náskokem 619 bodů. Naopak vítězem s nejtěsnějším rozdílem se roku 2008 stal kanoista Michal Martikán před bratry Hochschornerovými, když získal pouze o 11 bodů více. Mezi kolektivy zaznamenali v roce 2012 nejdominantnější výhru lední hokejisté Slovenska s náskokem 231 bodů. Pouze dvoubodový rozdíl rozhodl o prvenství basketbalistek Good Angels Košice roku 2013.

## Výsledky podle let

### Jednotlivci

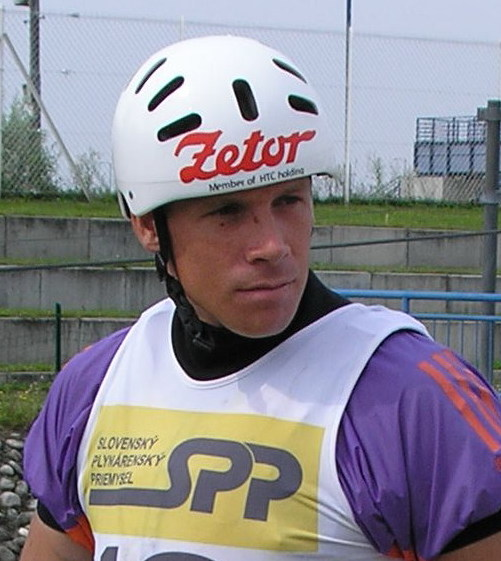
Michal Martikán, čtyřnásobný vítěz

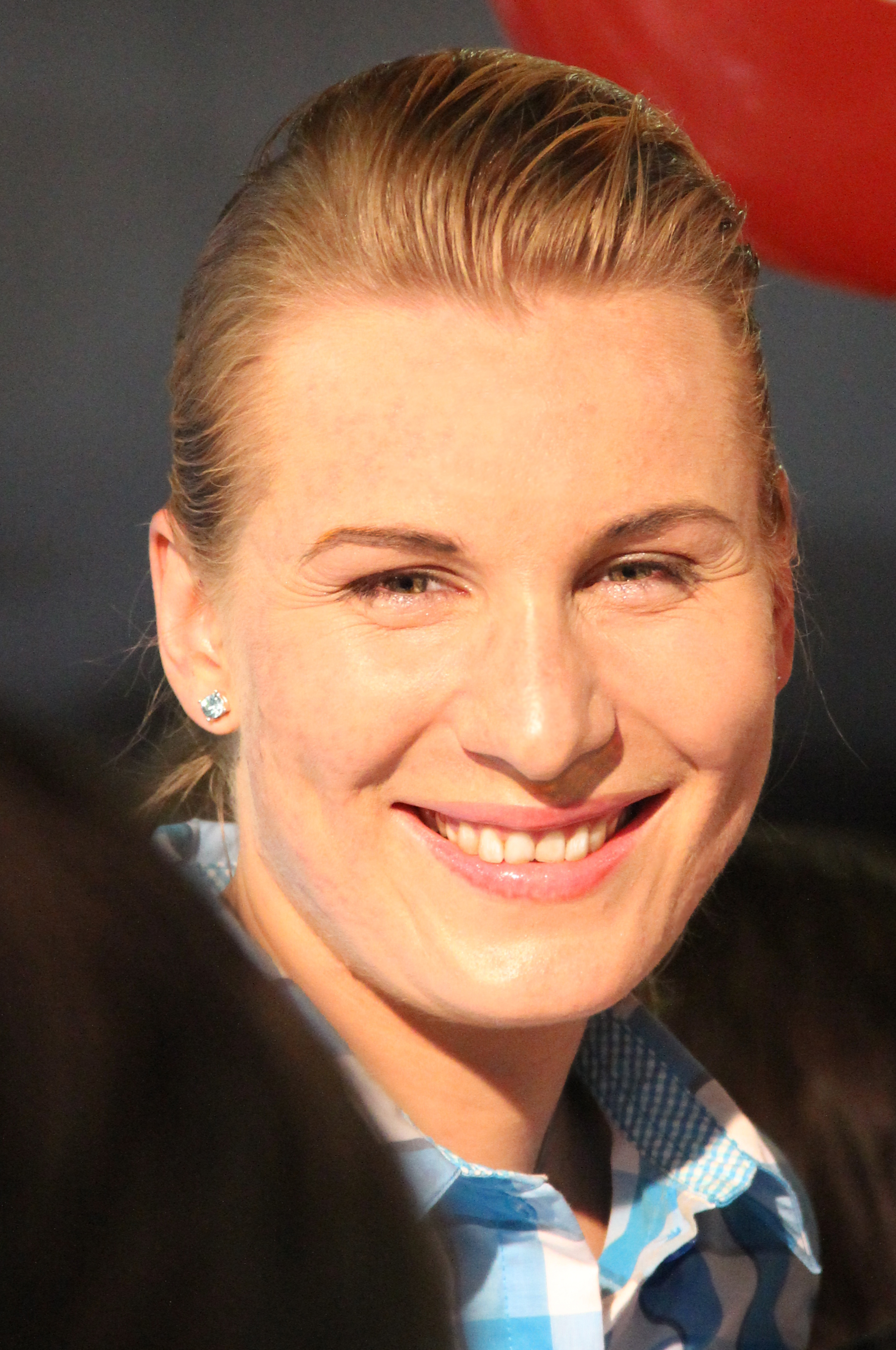
Anastasia Kuzminová, trojnásobná vítězka

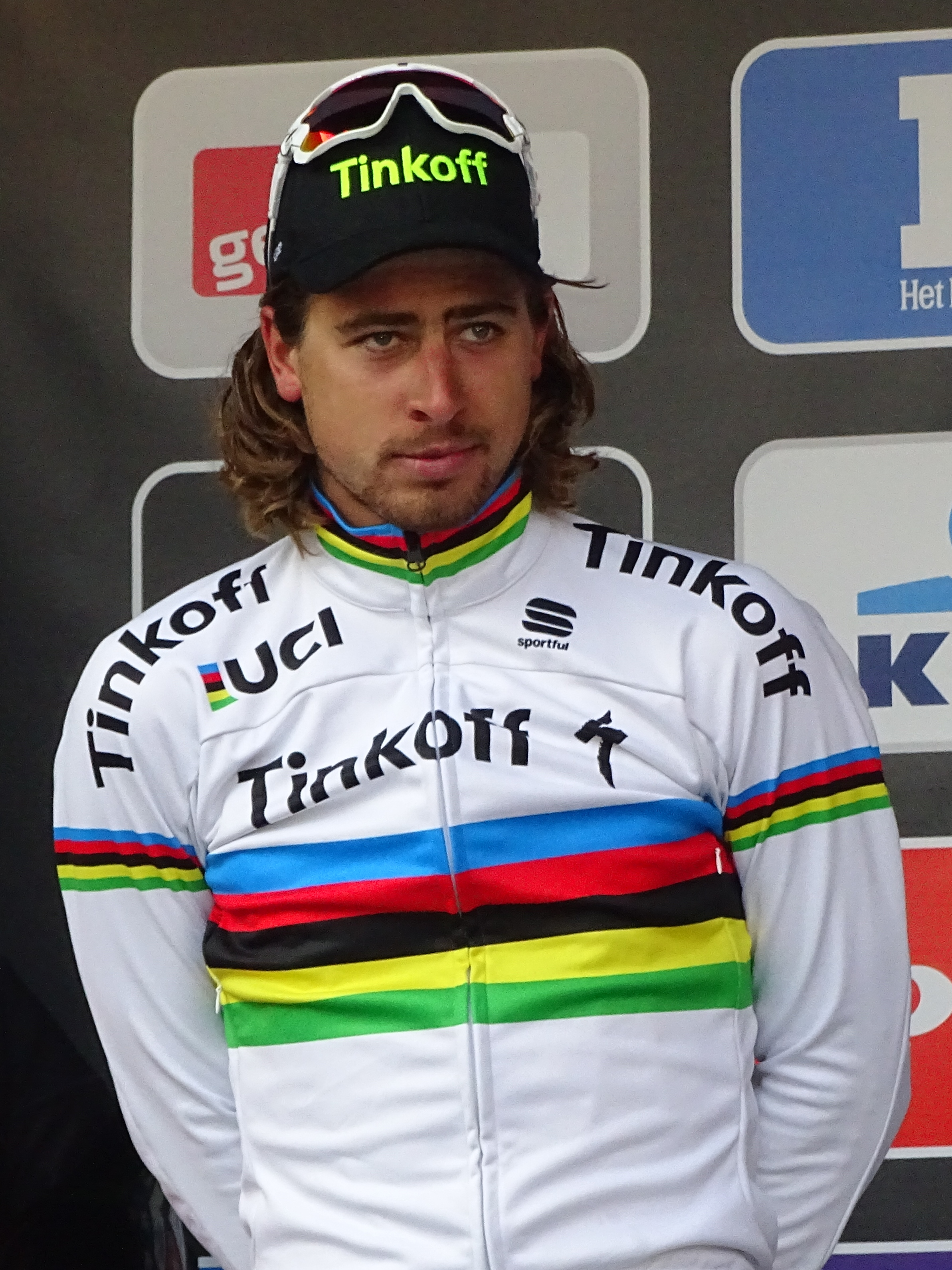
Peter Sagan, trojnásobný vítěz

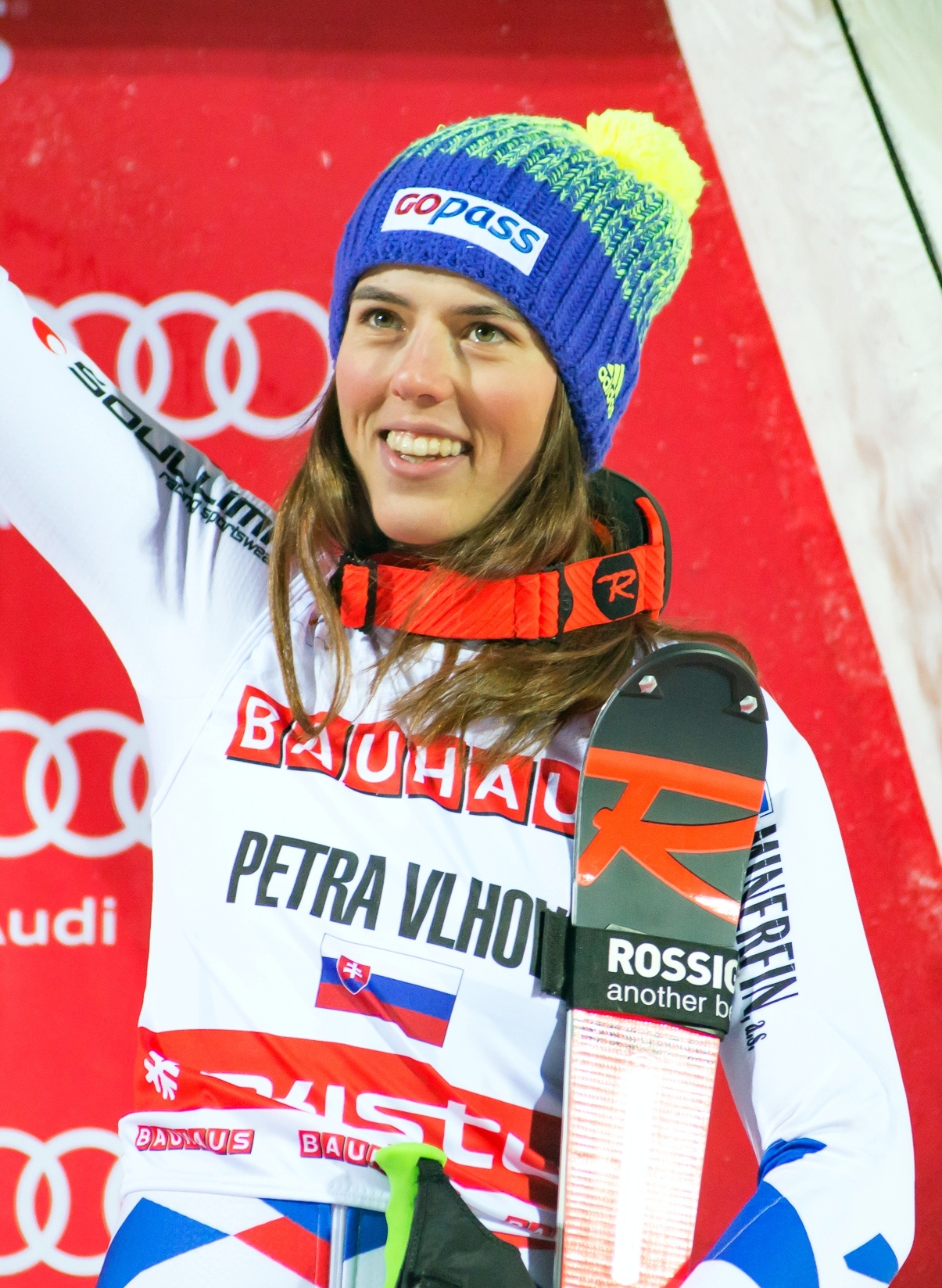
Petra Vlhová, čtyřnásobná vítězka

| Rok  | Sportovec                             | Sport                 |
| ---- | ------------------------------------- | --------------------- |
| 1993 | Martina Moravcová                     | plavání               |
| 1994 | Milan Dvorščík                        | silniční cyklistika   |
| 1995 | Martina Moravcová                     | plavání               |
| 1996 | Michal Martikán                       | slalom na divoké vodě |
| 1997 | Michal Martikán                       | slalom na divoké vodě |
| 1998 | Martina Moravcová                     | plavání               |
| 1999 | Jozef Gönci                           | sportovní střelba     |
| 2000 | Martina Moravcová                     | plavání               |
| 2001 | Martina Moravcová                     | plavání               |
| 2002 | Peter Bondra                          | lední hokej           |
| 2003 | Martina Moravcová                     | plavání               |
| 2004 | Elena Kaliská                         | slalom na divoké vodě |
| 2005 | Dominik Hrbatý                        | tenis                 |
| 2006 | Radoslav Židek                        | snowboarding          |
| 2007 | Michal Martikán                       | slalom na divoké vodě |
| 2008 | Michal Martikán                       | slalom na divoké vodě |
| 2009 | Peter Hochschorner Pavol Hochschorner | slalom na divoké vodě |
| 2010 | Anastasia Kuzminová                   | biatlon               |
| 2011 | Peter Hochschorner Pavol Hochschorner | slalom na divoké vodě |
| 2012 | Zuzana Štefečeková                    | sportovní střelba     |
| 2013 | Peter Sagan                           | silniční cyklistika   |
| 2014 | Anastasia Kuzminová                   | biatlon               |
| 2015 | Peter Sagan                           | silniční cyklistika   |
| 2016 | Matej Tóth                            | atletika              |
| 2017 | Peter Sagan                           | silniční cyklistika   |
| 2018 | Anastasia Kuzminová                   | biatlon               |
| 2019 | Petra Vlhová                          | alpské lyžování       |
| 2020 | Petra Vlhová                          | alpské lyžování       |
| 2021 | Petra Vlhová                          | alpské lyžování       |
| 2022 | Petra Vlhová                          | alpské lyžování       |
| 2023 | Danka Barteková                       | sportovní střelba     |
| 2024 | Matej Beňuš                           | alpské lyžování       |

#### Vícenásobní vítězové
- 6x Martina Moravcová, plávání (1993, 1995, 1998, 2000, 2001, 2003)
- 4x Michal Martikán, slalom na divoké vodě (1996, 1997, 2007, 2008)
- 4x Petra Vlhová, alpské lyžování (2019, 2020, 2021, 2022)
- 3x Peter Sagan, cyklistika (2013, 2015, 2017)
- 3x Anastasia Kuzminová, biatlon (2010, 2014, 2018)
- 2x Peter a Pavol Hochschornerovi, slalom na divoké vodě (2009, 2011)

### Kolektivy
- 1993 – basketbalistky Slovenska
- 1994 – lední hokejisté Slovenska
- 1995 – lední hokejisté Slovenska
- 1996 – basketbalistky SCP Ružomberok
- 1997 – basketbalistky Slovenska
- 1998 – štafeta biatlonistek Slovenska
- 1999 – basketbalistky SCP Ružomberok
- 2000 – lední hokejisté Slovenska
- 2001 – čtyřkajak Slovenska
- 2002 – lední hokejisté Slovenska
- 2003 – čtyřkajak Slovenska
- 2004 – čtyřkajak Slovenska
- 2005 – daviscupový tým Slovenska
- 2006 – čtyřkajak Slovenska
- 2007 – čtyřkajak Slovenska
- 2008 – čtyřkajak Slovenska
- 2009 – fotbalisté Slovenska
- 2010 – fotbalisté Slovenska
- 2011 – volejbalisti Slovenska
- 2012 – lední hokejisté Slovenska
- 2013 – basketbalistky Good Angels Košice
- 2014 – fotbalisté Slovenska
- 2015 – fotbalisté Slovenska
- 2016 – čtyřkajak Slovenska
- 2017 – smíšené družstvo Slovenska v alpském lyžovaní
- 2018 – štafeta biatlonistek Slovenska
- 2019 – slalomáři na divoké vodě[4]
- 2020 – fotbalisté Slovenska
- 2021 – čtyřkajak Slovenska[2]
- 2022 – lední hokejisté Slovenska
- 2023 – fotbalisté Slovenska

#### Vícenásobní vítězové
- 8x čtyřkajak Slovenska (2001, 2003, 2004, 2006, 2007, 2008, 2016, 2021)
- 6x lední hokejisté Slovenska (1994, 1995, 2000, 2002, 2012, 2022)
- 6x fotbalisté Slovenska (2009, 2010, 2014, 2015, 2020, 2023)
- 2x basketbalistky Slovenska (1993, 1997)
- 2x basketbalistky SCP Ružomberok (1996, 1999)
- 2x štafeta biatlonistek Slovenska (1998, 2018)

### Sportovní legendy
Od roku 2010 jsou vyhlašovány sportovní legendy z řad bývalých slovenských sportovců.
- 2010 – Ján Zachara, box
- 2011 – Jozef Golonka, lední hokej
- 2012 – Jozef Adamec, fotbal
- 2013 – Anton Frolo, házená
- 2014 – Eva Šuranová, atletika
- 2015 – Karol Divín, krasobruslení
- 2016 – Marianna Némethová-Krajčírová, gymnastika
- 2017 – Jozef Pribilinec, atletika
- 2018 – Stanislav Kropilák, basketbal
- 2019 – Jozef Plachý, atletika
- 2020 – Igor Liba, lední hokej
- 2021 – Miloslav Mečíř, tenis[2]
- 2022 – Mária Mračnová, atletika
- 2023 – Jozef Lohyňa, zápas